# جام حذفی فوتبال سان مارینو
 جام حذفی فوتبال سن مارینو  (به ایتالیایی: Coppa Titano) مسابقاتی است که به صورت حذفی در کشور سن مارینو از سال ۱۹۳۷ تاکنون برگزار می‌شود. این جام از ۱۵ تیم که از سراسر کشور سن مارینو در آن شرکت می‌کنند برگزار می‌شود.
تیم باشگاه فوتبال لیبرتاس با ۱۰ قهرمانی پرافتخارترین تیم این سری مسابقات به حساب می‌آید.